# شیلپا شوکلا
شیلپا شوکلا (به انگلیسی: Shilpa Shukla) (زاده ۲۲ فوریه ۱۹۸۲) بازیگر هندی سینما و تئاتر است. او به خاطر ایفای نقش در فیلم درام ورزشی هند، به پیش! سال ۲۰۰۷، و فیلم نئو-نوآر قبولی در رشته هنر (B.A. Pass) سال ۲۰۱۳ معروف است که به خاطر فیلم قبولی در رشته هنر، جایزه منتقدان فیلم‌فیر برای بهترین بازیگر زن را دریافت کرده است.

## زندگی‌نامه
شوکلا در بخش ویشالی در ایالت بیهار به دنیا آمد. خانواده او بوروکرات، سرکرده سیاسی و اندیشمند بودند. برادر او، تنزین پریادارشی راهب بودایی است و خواهرش، وکیل است.

## فیلم‌شناسی
فیلم
| سال  | نام فیلم             | نقش        | نکات                                                       |
| ---- | -------------------- | ---------- | ---------------------------------------------------------- |
| ۲۰۰۳ | خاموش پانی           | زبیده      |                                                            |
| ۲۰۰۵ | هزار آرزو مثل این    | مالا       |                                                            |
| ۲۰۰۷ | هند، به پیش!         | بیندیا     | کاندید شده: جایزه فیلم‌فیر برای بهترین نقش مکمل زن          |
| ۲۰۰۷ | یخ‌زده                | همسر کارما | جایزه ملی ۲۰۰۸                                             |
| ۲۰۱۱ | بازار بامیه          | کنجاری     |                                                            |
| ۲۰۱۳ | قطار راجانی          |            |                                                            |
| ۲۰۱۳ | قبولی در رشته هنر    | سریکا      | پیروز: جایزه فیلم‌فیر برای بهترین بازیگر زن (جایزه منتقدان) |
| ۲۰۱۵ | خانواده دیوانه کوکاد | آرچانا     |                                                            |
| ۲۰۱۹ | بمبئیریا             | ایراواتی   |                                                            |
| ۲۰۲۲ | واحد رسیدگی به قتل   | شیلا       |                                                            |
| ۲۰۲۳ | فری                  | ودیتا      |                                                            |
| ۲۰۲۴ | بستر داستان نکسال    | نیلام      |                                                            |

مجموعه اینترنتی
| سال  | نام مجموعه                  | نقش     | پلت‌فرم              |
| ---- | --------------------------- | ------- | ------------------- |
| ۲۰۲۰ | ذهنیت                       | نامراتا | زی‌۵ ای‌ال‌تی‌بالاجی    |
| ۲۰۲۰ | گروگان‌ها                    | شنایا   | دیزنی پلاس هات‌استار |
| ۲۰۲۰ | عدالت جنایی: پشت درهای بسته | ایشانی  | دیزنی پلاس هات‌استار |
| ۲۰۲۲ | چهار عکس دیگر لطفا          | مهر     | آمازون پرایم ویدئو  |
| ۲۰۲۲ | آر یا پار (Aar Ya Paar)     | کالواتی | دیزنی پلاس هات‌استار |
| ۲۰۲۳ | خبر تازه                    | آپا     | دیزنی پلاس هات‌استار |
| ۲۰۲۳ | محاکمه با آتش               | شالینی  | نتفلیکس             |

## افتخار
- پیروز
  - اسکرین اواردز ۲۰۰۸: بهترین بازیگر نقش مکمل زن برای فیلم هند، به پیش!.[۳]
  - اسکرین اواردز ۲۰۱۴: بهترین بازیگر نقش منفی (زن) برای فیلم قبولی در رشته هنر.[۷]
  - جوایز فیلم‌فیر ۲۰۱۴: بهترین بازیگر زن (جایزه منتقدان) برای فیلم قبولی در رشته هنر.[۸]